# Медвежий Лог (Гомельская область)
Медвежий Лог (бел. Мядзве́джы Лог) — посёлок в Улуковском сельсовете Гомельского района Гомельской области Республики Беларусь.
На юге граничит с лесом.

## География

### Расположение
В 10 км на восток от Гомеля.

### Гидрография
На востоке мелиоративный канал.

## Транспортная сеть
Рядом автодорога Добруш — Гомель. Планировка состоит из короткой прямолинейной улицы почти широтной ориентации. Застройка деревянная усадебного типа.

## История
Основан в начале XX века. В 1926 году в Головинском сельсовете Гомельского района Гомельского округа. Во время Великой Отечественной войны в сентябре 1943 года немецкие оккупанты полностью сожгли посёлок. В 1959 году в составе совхоза «Берёзки» (центр — деревня Берёзки).

## Население

### Численность
- 2004 год — 34 хозяйства, 72 жителя

### Динамика
- 1926 год — 15 дворов, 75 жителей
- 1940 год — 29 дворов, 110 жителей
- 1959 год — 157 жителей (согласно переписи)
- 2004 год — 34 хозяйства, 72 жителя